# New Jersey Saints
O New Jersey Saints foi um clube profissional de box lacrosse, sediado em Nova Jérsei, Estados Unidos. O clube disputou a National Lacrosse League, entre 1987 a 1988.

## História
A franquia foi fundada em 1987, para disputar o Eagle Pro Box Lacrosse League, e ganharam o campeonato no ano seguinte na segunda participação. Depois da primeira conquista a franquia foi realocada para ser o New York Saints. 